# Lluita als Jocs Olímpics d'estiu de 1896
Als Jocs Olímpics d'Estiu de 1896 es va disputar una sola prova de lluita, en la modalitat de Lluita grecoromana. Aquesta competició es va celebrar entre el 10 i 11 d'abril de 1896 a l'estadi Panathinaiko.
No va existir cap mena de divisió segons els pes dels participants, els combats no van tenir límit de temps i el fet d'agafar a un contrincant per les cames no estava prohibit. Tret dels dos participants grecs, la resta de lluitadors participaren en altres proves de l'olimpiada.
Les proves foren organitzades pel Sub-comitè de Lluita i Gimnàstica. Cinc lluitadors, procedents de 4 països van prendre-hi part.

## Medaller de la prova de lluita
Aquestes medalles foren assignades a posteriori pel Comitè Olímpic Internacional. A l'època, als guanyadors se'ls donava una medalla de plata i els subsegüents llocs no rebien cap premi.
| Prova              | Or             | Argent          | Bronze                  |
| Lluita grecoromana | Carl Schuhmann | Georgios Tsitas | Stephanos Christopoulos |

## Proves de lluita

### Lluita grecoromana
| Posició | Lluitador               | País       |
| ------- | ----------------------- | ---------- |
| Or      | Carl Schuhmann          | Alemanya   |
| Argent  | Georgios Tsitas         | Grècia     |
| Bronze  | Stephanos Christopoulos | Grècia     |
| 4       | Launceston Elliot       | Regne Unit |
| 4       | Momcsilló Tapavicza     | Hongria    |

## Eliminatòries
|  | Quarts de final 10 d'abril | Quarts de final 10 d'abril | Quarts de final 10 d'abril |           |               | Semifinals 10 d'abril | Semifinals 10 d'abril | Semifinals 10 d'abril |  |  | Final 11 d'abril | Final 11 d'abril | Final 11 d'abril |
|  |                            |                            |                            |           |               |                       |                       |                       |  |  |                  |                  |                  |
|  | -                          | Christopoulos              |                            |           |               |                       |                       |                       |  |  |                  |                  |                  |
|  | -                          | Tapavicza                  |                            |           |               |                       |                       |                       |  |  |                  |                  |                  |
|  | -                          | Tapavicza                  |                            | -         | Christopoulos |                       |                       |                       |  |  |                  |                  |                  |
|  |                            |                            |                            | -         | Christopoulos |                       |                       |                       |  |  |                  |                  |                  |
|  |                            | -                          | Tsitas                     |           |               |                       |                       |                       |  |  |                  |                  |                  |
|  | -                          | -                          | Tsitas                     | Tsitas    |               |                       |                       |                       |  |  |                  |                  |                  |
|  | -                          |                            |                            | Tsitas    |               |                       |                       |                       |  |  |                  |                  |                  |
|  | -                          | lliura                     |                            |           |               |                       |                       |                       |  |  |                  |                  |                  |
|  |                            |                            |                            |           |               |                       |                       |                       |  |  | -                | Tsitas           |                  |
|  |                            |                            |                            | Schuhmann |               |                       |                       |                       |  |  |                  |                  |                  |
|  | -                          | Schuhmann                  |                            |           |               |                       |                       |                       |  |  |                  |                  |                  |
|  | -                          | Elliot                     |                            |           |               |                       |                       |                       |  |  |                  |                  |                  |
|  | -                          | Elliot                     |                            | -         | Schuhmann     |                       |                       |                       |  |  |                  |                  |                  |
|  |                            |                            |                            | -         | Schuhmann     |                       |                       |                       |  |  |                  |                  |                  |
|  |                            | -                          | lliura                     |           |               |                       |                       |                       |  |  |                  |                  |                  |
|  | -                          | -                          | lliura                     | Ningú     |               |                       |                       |                       |  |  |                  |                  |                  |
|  | -                          |                            |                            | Ningú     |               |                       |                       |                       |  |  |                  |                  |                  |
|  | -                          | Ningú                      |                            |           |               |                       |                       |                       |  |  |                  |                  |                  |

## Medaller per països de les proves de lluita
| Posició | País     | Or | Argent | Bronze | Total |
| 1       | Alemanya | 1  | 0      | 0      | 1     |
| 2       | Grècia   | 0  | 1      | 1      | 2     |

El Regne Unit i Hongria van participar en la prova de lluita, però no aconseguiren cap medalla.